# Campoletis hoppingi
Campoletis hoppingi är en stekelart som först beskrevs av Henry Lorenz Viereck 1925.  Campoletis hoppingi ingår i släktet Campoletis och familjen brokparasitsteklar. Inga underarter finns listade.